# Aloe collina
Aloe collina é uma espécie de liliopsida do gênero Aloe, pertencente à família Asphodelaceae.